# Pschent

Vương miện Pschent

Pschent, hay vương miện Kép, là vương miện kết hợp giữa vương miện Trắng Hedjet và vương miện Đỏ Deshret. Pschent đại diện cho quyền lực thống nhất của các pharaon trên toàn bộ Thượng và Hạ Ai Cập.

## Lịch sử
Sự ra đời của vương miện Pschent thường được cho là dưới thời của pharaon Den, vì có hai vật thể khắc họa hình ảnh nhà vua đội loại vương miện này. Tuy nhiên, một dòng chữ khắc trên đá dường như cho thấy chim ưng Horus trên đỉnh serekh của pharaon Djet, cũng là cha của Den, đội vương miện Pschent. Nếu ghi nhận này là chính xác, thì đây sẽ là bằng chứng xuất hiện sớm nhất được biết đến của Pschent.
Trên phiến đá Palermo, một phần của biên niên sử sớm nhất về các pharaon Ai Cập được biên soạn vào Vương triều thứ 5, cho thấy các vị vua thời sơ kỳ đội vương miện Deshret, tiếp theo là những vị vua hậu duệ. Tuy nhiên, trên mảnh vỡ lớn nhất trong 7 mảnh khác của biên niên sử này lưu giữ tại Cairo lại cho thấy các vua sơ kỳ đội Pschent, cũng có nghĩa là bản thân người Ai Cập, ít nhất là vào Vương triều thứ 5, đã không xem Menes là người đầu tiên thống nhất Thượng và Hạ Ai Cập. Ngày nay, các nhà Ai Cập học có xu hướng coi những vị vua này, như chính người Ai Cập cổ đại thời đó đã làm, là những á thần cai trị Ai Cập giữa thời kỳ của các vị thần và các vị vua đầu tiên của loài người.
Trong thần thoại, thường thấy nhất là thần Horus đội trên đầu vương miện Pschent. Nữ thần Hathor và Isis cũng đội những biến thể của vương miện Pschent, như thêm cặp sừng dài của cừu đực, phía trên là cặp sừng nhỏ nâng đĩa mặt trời, và có thể kèm thêm chùm lông cuộn tròn của đà điểu. Trong các mô tả, phía trước Pschent còn gắn thêm biểu tượng rắn thần uraeus.
Cũng như Hedjet và Deshret, không có bất kỳ vương miện Pschent nào được tìm thấy. Nỉ hoặc da thuộc có thể là vật liệu dùng để làm vương miện, nhưng đây hoàn toàn chỉ là suy đoán.

## Điêu khắc

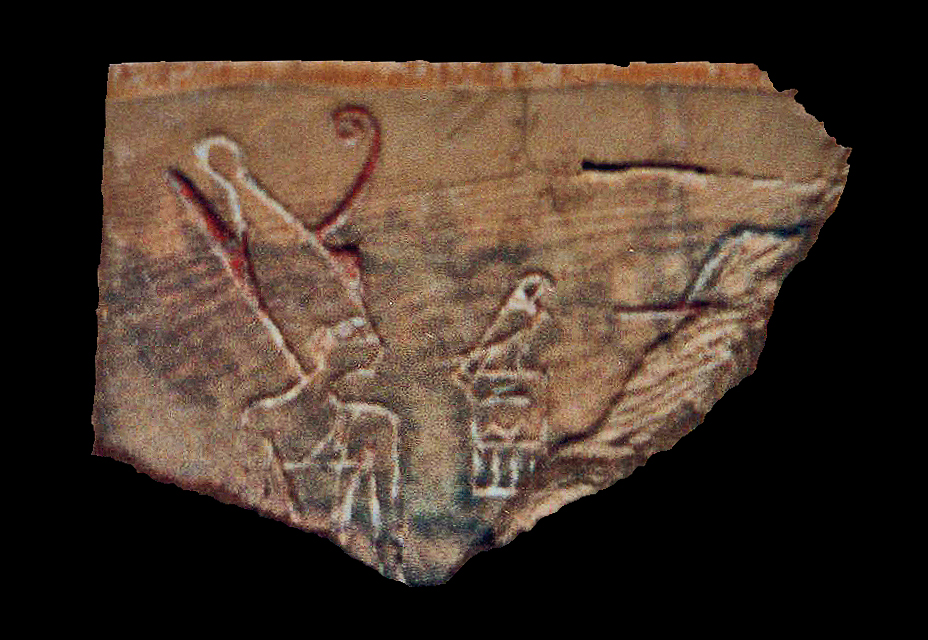
Mảnh ngà có hình pharaon Den từ Abydos
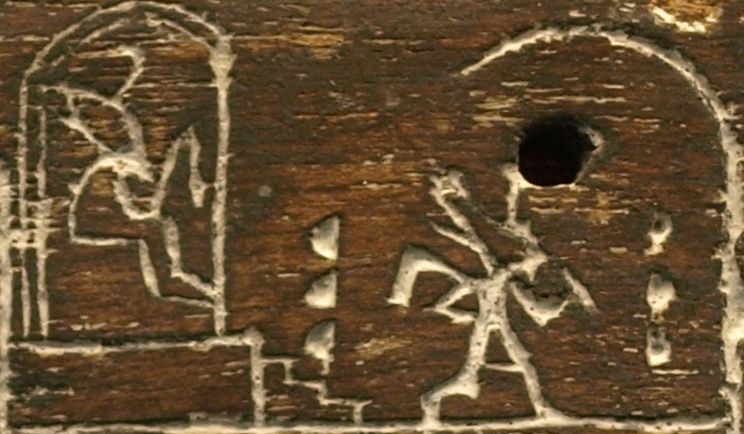
Một mảnh ngà khác cho thấy Den ngồi trên ngai, trong lễ Sed của mình (từ Abydos)
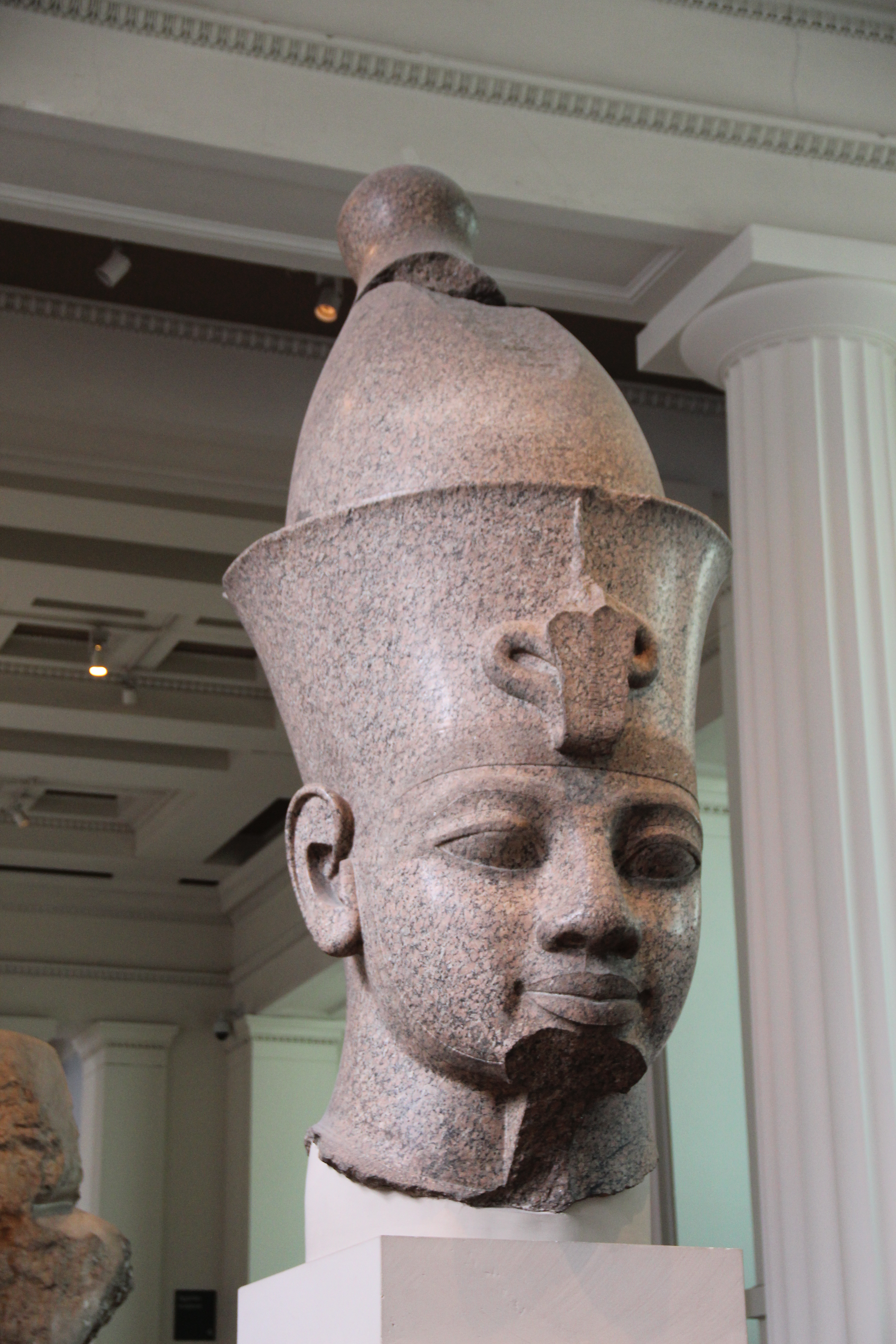
Đầu tượng khổng lồ của Amenhotep III
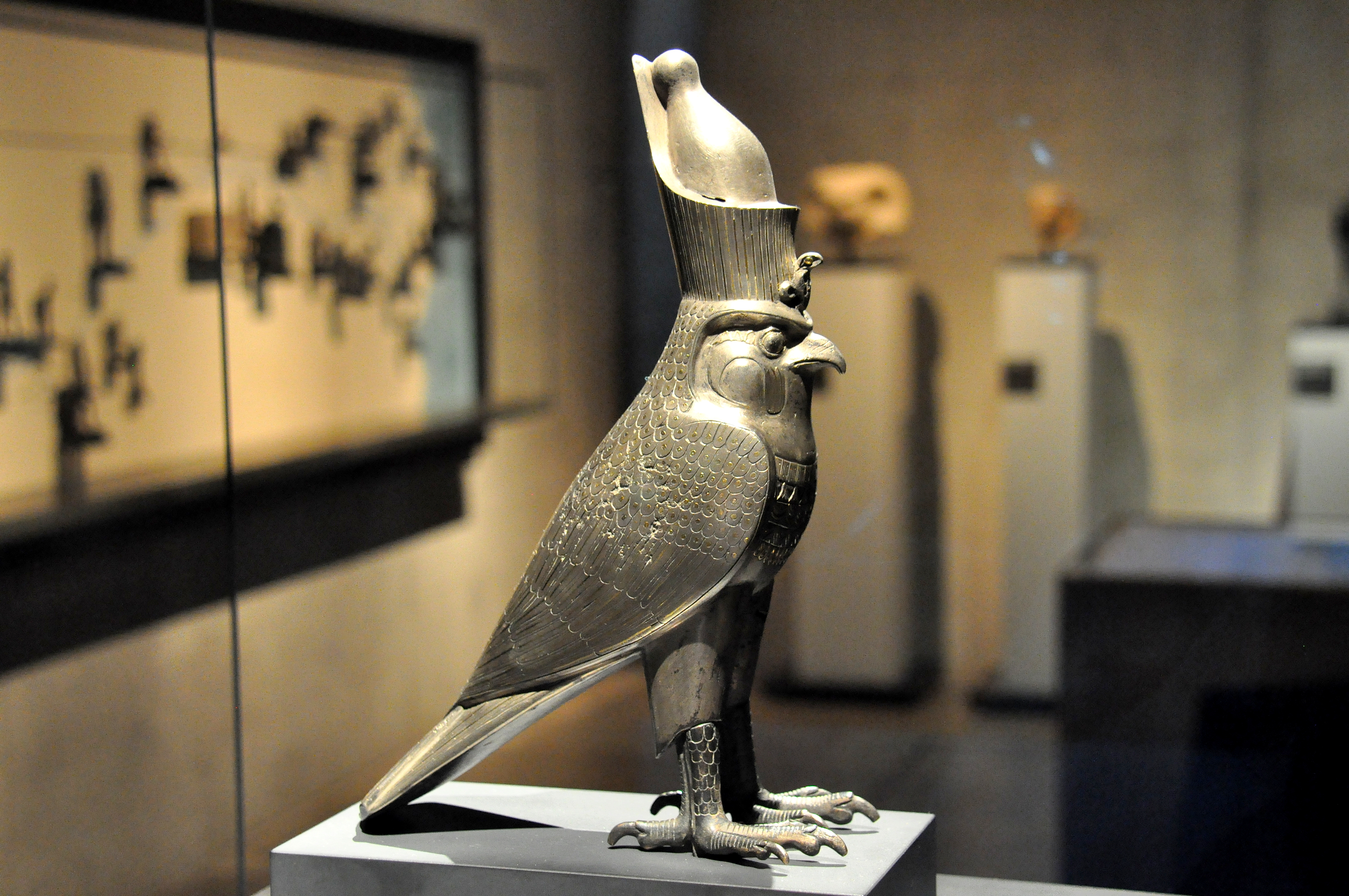
Tượng bạc chim ưng Horus đội Pschent
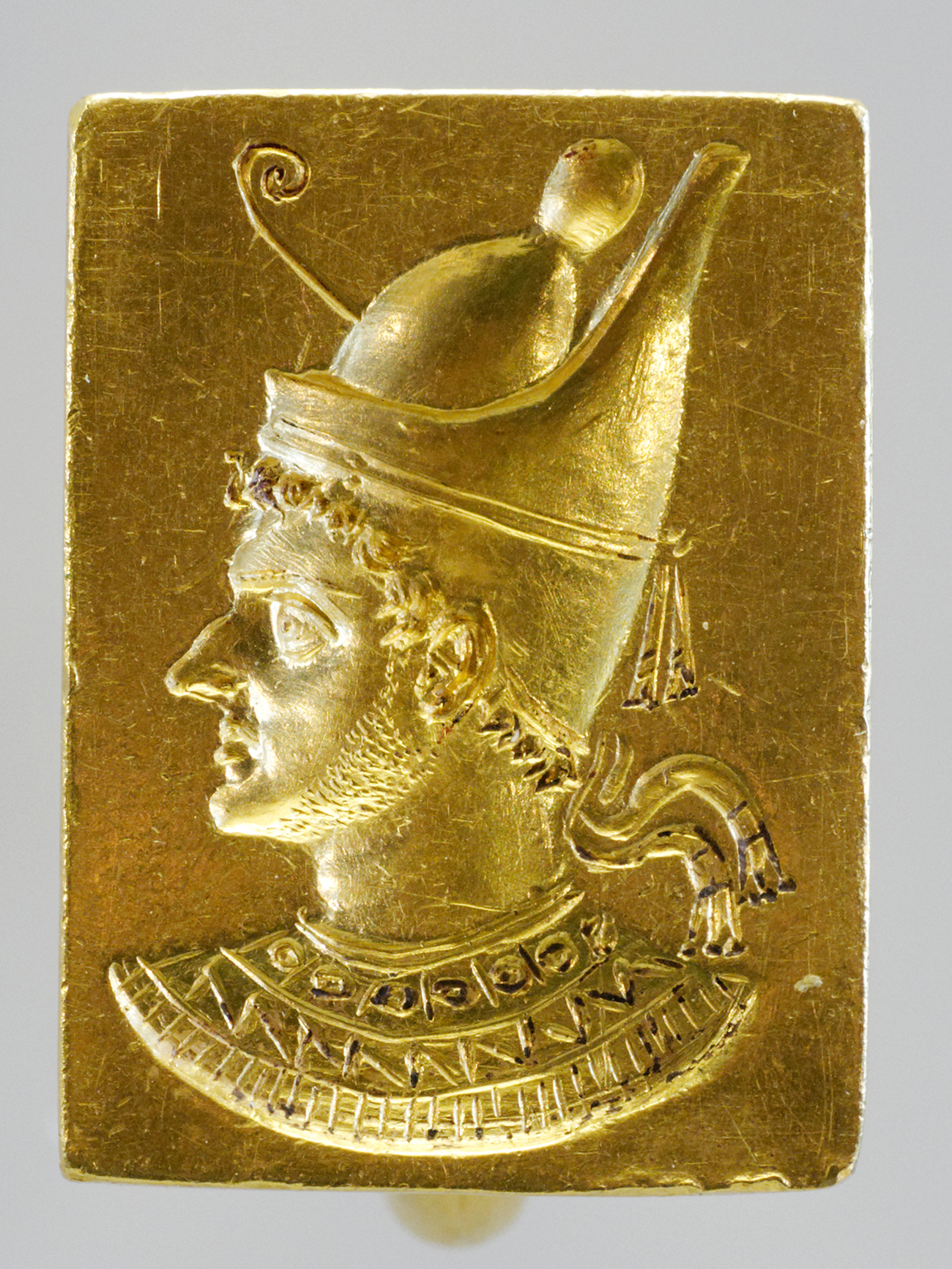
Chiếc nhẫn vàng khắc chân dung của Ptolemaios VI Philometor đội Pschent
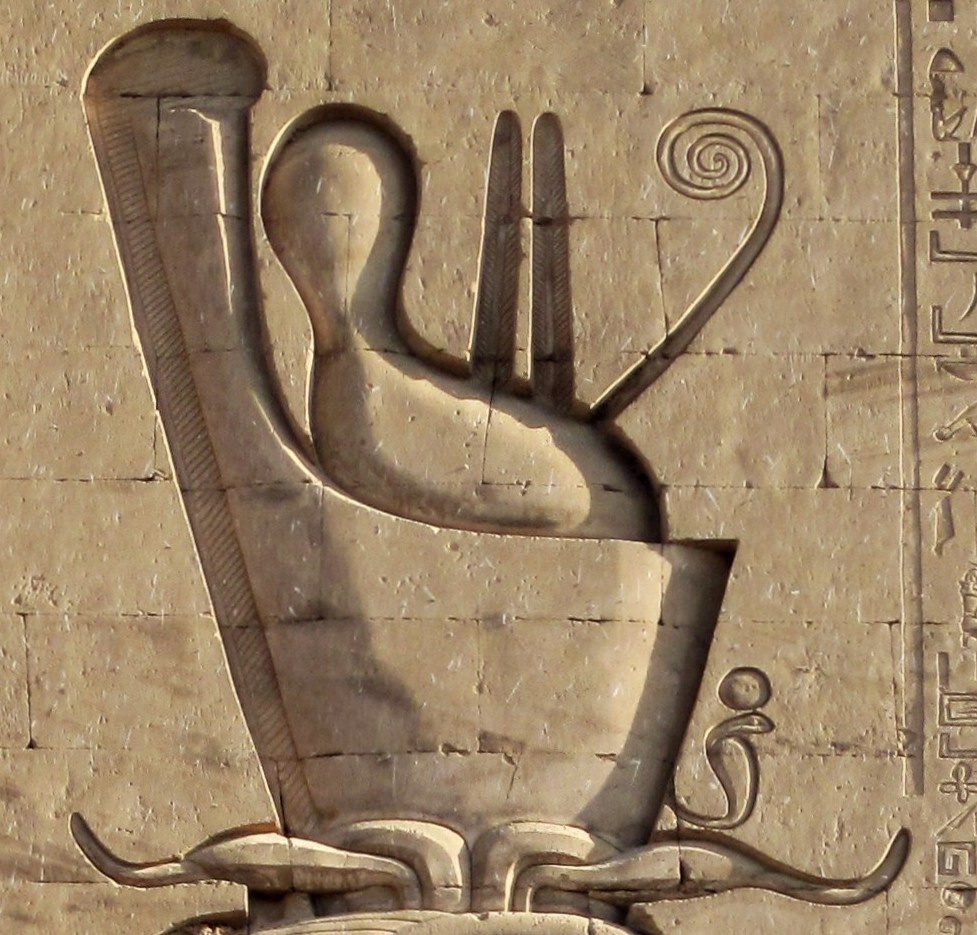
Biếm thể của Pschent